# Adição de segmentos

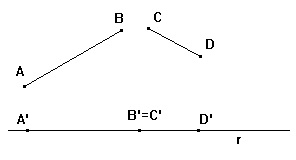
Adição de segmento

A soma de dois segmentos AB e CD se faz aplicando o transporte de segmentos.

## Construção geométrica
Transporte de dois segmentos (AB e CD) para um reta r:
- Meça com o compasso o segmento AB;
- Posicione-o na reta r como A'B';
- Meça o segmento CD com o compasso, centre o compasso no ponto B' e determine o ponto D';
- o comprimento A'D' é o resultado da adição dos segmentos adjacentes.